# Stibara humeralis
Stibara humeralis là một loài bọ cánh cứng trong họ Cerambycidae.